# Frank Hübner
Frank Hübner, né le 16 octobre 1950 à Ludenscheid, est un navigateur allemand.
Il se distingue tôt, remportant le championnat national des jeunes en classe Pirat, en 1967 (le Pirat est un dériveur allemand conçu en 1934, qui n'est pas équipé de trapèze). En 1969, il s'impose, toujours chez les jeunes, en classe Corsaire. En 1971, il se classe sixième, en Finn, au championnat d'Europe junior. 
Il débute avec le 470 en 1972. Dès l'année suivante, aux côtés de Klaus Feldmann, il se classe second du championnat d'Europe. Feldmann est remplacé par Harro Bode en 1974. Hübner et lui terminent troisièmes du championnat d'Europe en 1975 mais les Jeux olympiques de Montréal, en 1976, leur apportent la consécration : ils s'imposent devant les Espagnols et les Australiens .
Hübner et Bode étaient membres du club de voile Sorpesee-Iserlohn.
Frank Hübner a coproduit le film Paï : L'Élue d'un peuple nouveau, en 2002.